# みな殺しの拳銃
『みな殺しの拳銃』（みなごろしのけんじゅう）1967年9月6日に公開された日本の映画である。監督は長谷部安春。主演は宍戸錠。日活制作。

## 概要
『殺しの烙印』『拳銃は俺のパスポート』と並ぶ、宍戸主演で1967年に撮られたハードボイルド志向の強いモノクロ作品群の一作であり、日活ニューアクションの先駆的作品。
予告編の一部に、長谷部が助監督としてB班で演出を務めた『拳銃は俺のパスポート』のシーンが使用されている。

## キャスト
- 黒田竜一：宍戸錠
- 白坂剛：二谷英明
- 藍子：山本陽子
- 黒田三郎：岡崎二朗
- 緑川：葉山良二
- 黒田英次：藤竜也
- 紫乃：沢たまき
- 青木：高品格
- 紺野：深江章喜
- 金山：藤岡重慶
- 赤沢：神田隆
- チコ：ケン・サンダース
- 灰原：弘松三郎
- 赤沢の手下：玉村駿太郎
- 桃園：小泉郁之助
- 兼八：平田大三郎
- 赤沢の手下：瀬山孝司、晴海勇三、根本義幸、大庭喜儀
- ボクサー：前田武彦
- 赤沢の女：西原泰江、中庸子
- 外人ダンサー：リュドミラ・アンド・ジョージ
- 技斗：高瀬将敏

## スタッフ
- 監督：長谷部安春
- 脚本：中西隆三、長谷部安春
- 企画：浅田健三
- 音楽：山本直純

## ビデオソフト
日本国内ではDVDが発売。国外では2015年に北アメリカ・イギリス地域にてARROW FILM社からBlu-ray DiscとDVDのコンボセット（品番：AV006）が発売されている。HDマスターによる本編の他、特典として宍戸錠の撮り下ろしインタビューなども収録している。

## 併映作品
『対決』監督：舛田利雄 / 主演：小林旭